# Calanthemis wollastoni
Calanthemis wollastoni là một loài bọ cánh cứng trong họ Cerambycidae.